# كريس مالوني
كريس مالوني (بالإنجليزية: Chris Maloney)‏ هو لاعب كرة قاعدة أمريكي، ولد في 6 سبتمبر 1961 في جاكسون في الولايات المتحدة.

## روابط خارجية
- كريس مالوني على موقعبيزبول رفرنس.كوم (الدوري الثانوي) (الإنجليزية)